# Polygala virgata
Polygala virgata är en jungfrulinsväxtart som beskrevs av Carl Peter Thunberg. Polygala virgata ingår i släktet jungfrulinssläktet, och familjen jungfrulinsväxter. Utöver nominatformen finns också underarten P. v. decora.